# 水湳菸樓
水湳菸樓（英語：Shuinan Tobacco Barn）是一座位於臺中北屯水湳聚落的產業設施遺址，為臺中地區菸業發展之見證。

## 簡介
水湳菸樓曾為當地製菸產業的重要設施之一。該建物內之乾燥間、火爐間設備圖均仍保留完整。該建物為一大阪式菸樓，其型制亦近於美濃地區之菸樓建築。

## 保存
2015年，該建物於周邊地區（山西路二段）遭拆除清空時，經及時登記為歷史建築而暫得保留。同時，附近亦存有一土地公廟於社區舊時之入口。臺中其他地區之菸業發展遺跡則多在都市發展過程遭拆毀而幾無留存。

## 周邊
- 詔安堂
- 水湳經貿園區

## 外部連結
- 綠金 - 二水菸樓的復興 （页面存档备份，存于）（英文）
- 臺中市文化資產處-文化資產-歷史建築 （页面存档备份，存于）
- 「變更臺中市都市計畫（整體開發地區單元九、十、十一）細部計畫（配合水湳菸樓歷史建築保存）案」公開展覽說明會會議紀錄

- 搶救詔安堂大行動 - YouTube
- 搶救詔安堂! 典型閩客平民古宅 - 公共電視台 新聞網 （页面存档备份，存于）
- 北屯舊社里詔安堂「菸竂」　為地方發展作見證 | yam蕃薯藤新聞 （页面存档备份，存于）
- 【 詔安堂】 - 臺中市北屯區四維國小